# Ashwaubenon
Ashwaubenon is een plaats (village) in de Amerikaanse staat Wisconsin, en valt bestuurlijk gezien onder Brown County.

## Demografie
Bij de volkstelling in 2000 werd het aantal inwoners vastgesteld op 17.634.
In 2006 is het aantal inwoners door het United States Census Bureau geschat op 17.106, een daling van 528 (-3,0%).

## Geografie
Volgens het United States Census Bureau beslaat de plaats een oppervlakte van
33,0 km², waarvan 32,0 km² land en 1,0 km² water.

## Plaatsen in de nabije omgeving
De onderstaande figuur toont nabijgelegen plaatsen in een straal van 12 km rond Ashwaubenon.